# (38181) 1999 JG124
1999 JG124 (asteroide 38181) é um asteroide da cintura principal. Possui uma excentricidade de 0.28778470 e uma inclinação de 23.93422º.
Este asteroide foi descoberto no dia 15 de maio de 1999 por LINEAR em Socorro.